# 長青巴士總站
長青巴士總站（英語：Cheung Ching Bus Terminus）是香港葵青區青衣島的一個巴士總站，鄰近長青邨。

## 總站設計

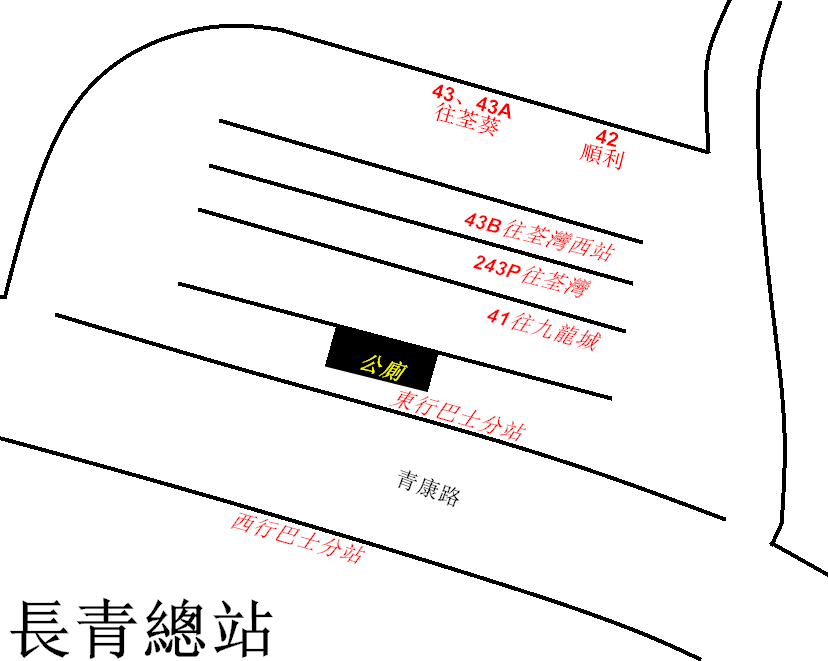
長青總站的平面圖，42號線已搬離

## 總站路線資料

### 九龍巴士41R線
- 香港體育館 → 長青

### 九龍巴士43B線
- 青衣（長青邨） ↔ 荃灣西站

提供長青邨往來荃灣西站的巴士服務。於1988年2月15日配合青荃橋通車而投入服務。

### 九龍巴士241R線
- 佐敦（匯民道） → 長青

### 九龍巴士241X線
- 青衣（長青邨） ↔ 九龍城碼頭

2017年8月28日，途經長安邨、青荃橋、荃灣路、青葵公路、大角咀、旺角、何文田、土瓜灣。

### 九龍巴士279S線
- 長青 ↔ 和合石

## 途經路線資料

### 九龍巴士42線
- 青衣（長康邨） ↔ 順利

### 九龍巴士42A線
- 青衣（長亨邨） ↔ 佐敦（西九龍站）

### 九龍巴士43線
- 青衣（長康邨） ↔ 荃灣西站

### 九龍巴士43A線
- 青衣（長宏邨） ↔ 石籬（大隴街）

### 九龍巴士43C線
- 青衣（長康邨） → 大角咀（維港灣）（上午繁忙時間班次）
大角咀（維港灣） → 青衣（長亨邨）（下午繁忙時間班次）

### 九龍巴士43D線
- 青衣（長宏邨） → 下葵盛圍（南葵涌分科診所）

### 九龍巴士43M線
- 葵芳站 ↺ 青衣（長青邨）

### 九龍巴士49線
- 青衣（青富苑） ↔ 將軍澳工業邨

### 九龍巴士49A線
- 青衣（青富苑） ↔ 荃灣西站

### 九龍巴士242X線
- 青衣（長亨邨） → 尖沙咀（中間道）（上午班次）
尖沙咀東（麼地道） → 青衣（長亨邨）（下午班次）

### 九龍巴士243M線
- 青衣（美景花園） ↔ 荃灣（愉景新城）

### 九龍巴士243P線
- 青衣（美景花園） → 荃威花園

### 九龍巴士249M線
- 青衣站 ↺ 美景花園

### 九龍巴士249X線
- 沙田（博康） ↔ 青衣站

### 過海隧道巴士948線
- 青衣（長安邨） ↔ 天后站

### 過海隧道巴士948A線
- 青衣（長安邨） → 天后站

### 過海隧道巴士948B線
- 青衣（翠怡花園） → 天后站

### 過海隧道巴士948E線
- 青衣站 ↔ 太古（康怡廣場）

### 過海隧道巴士948X線
- 青衣（長宏邨） → 天后站

### 龍運巴士E32線
- 葵芳（南） ↔ 航天城

### 龍運巴士A32線
- 葵涌邨 ↔ 機場（地面運輸中心）

### 龍運巴士NA32線
- 葵涌邨 ↔ 港珠澳大橋香港口岸（經機場客運大樓）

### 九龍巴士N41X線
- 紅磡站 → 青衣（長宏邨）

### 九龍巴士N241線
- 紅磡站 ↔ 青衣（長宏邨）

### 九龍巴士X42C線
- 青衣（長亨邨） ↔ 油塘

## 途經路線資料（專線小巴）

### 新界區專線小巴88A線
- 担杆山路（香港船廠）／長安 ↺ 美景花園

### 新界區專線小巴88D線
- 宏福花園 ↔ 葵芳站（興寧路）

### 新界區專線小巴88M線
- 香港聯合船塢 ↔ 葵芳站

### 新界區專線小巴88F線
- 藍澄灣 ↔ 青衣站

## 過往路線
- 九龍巴士41線（已取消）

## 車坑分佈
| 車坑分佈（以入口最左邊起計） | 車坑分佈（以入口最左邊起計） | 車坑分佈（以入口最左邊起計） | 車坑分佈（以入口最左邊起計） |
| 車坑編號                     | 車坑寬度                     | 路線 |                              |
| ---------------------------- | ---------------------------- | --- | ---------------------------- |
| 1                            | 雙坑                         | 九龍巴士43、43A、43D線 居民巴士NR41線 |                              |
| 2                            | 單坑                         | 九龍巴士43B線 |                              |
| 3                            | 單坑                         | 九龍巴士243P、279S線 |                              |
| 4                            | 雙坑                         | 九龍巴士241X線 |                              |
| 5                            | 出口                         | 九龍巴士42、42A、43C、43M、49、49A、242X、243M、249M、249X、N241、X42C線 專線小巴88A、88D、88F、88M、405線 過海隧道巴士948、948A、948B、948E、948X線 龍運巴士A32、E32、NA32線 |                              |

## 外部連結
- 運輸署 - 新界路線
- 43B號路線 / Route No.: 43B （页面存档备份，存于）
- 41號路線 / Route No.: 41 （页面存档备份，存于）